# Caproni Ca.42
Le Caproni Ca.42 est un bombardier triplan italien bipoutre de la Première Guerre mondiale, construit par Caproni.

## Prédécesseurs
La désignation militaire Ca.4 fut appliquée à une série de triplans successeurs de la série Ca.3, le premier étant le Ca.40 de fin 1917, propulsé par trois moteurs Isotta-Fraschini de 200 ch. Sur tous les avions de la série Ca.4 l'un des 3 moteurs, fixé entre les 2 poutres derrière la nacelle du pilote, était propulsif.
Ce modèle sous motorisé fut suivi, en 1918, par douze exemplaires de Ca.41, dotés de moteurs Isotta-Fraschini de 270 ch. 

## Description
La version finale de ce triplan bipoutre fut le Ca.42 qui fut produit à 32 exemplaires, six d'entre eux étant fournis au Royal Naval Air Service (R.N.A.S.) en 1918.  
Ces avions dont les pilotes étaient placés côte à côte, étaient équipés de moteurs Fiat, Isotta-Fraschini ou Liberty de plus grande puissance. 
Le Ca.42 était équipé d'une soute à bombes en forme de cercueil placé entre les jambes du train principal et pouvant contenir une charge de 1 450 kg. Cet appareil se révéla trop lent pour les missions de bombardement de jour et fut principalement employé pour des opérations de nuit. Il semble que les avions du R.N.A.S. ne furent pas mis en service actif et furent retournés en Italie après la Première Guerre mondiale. 

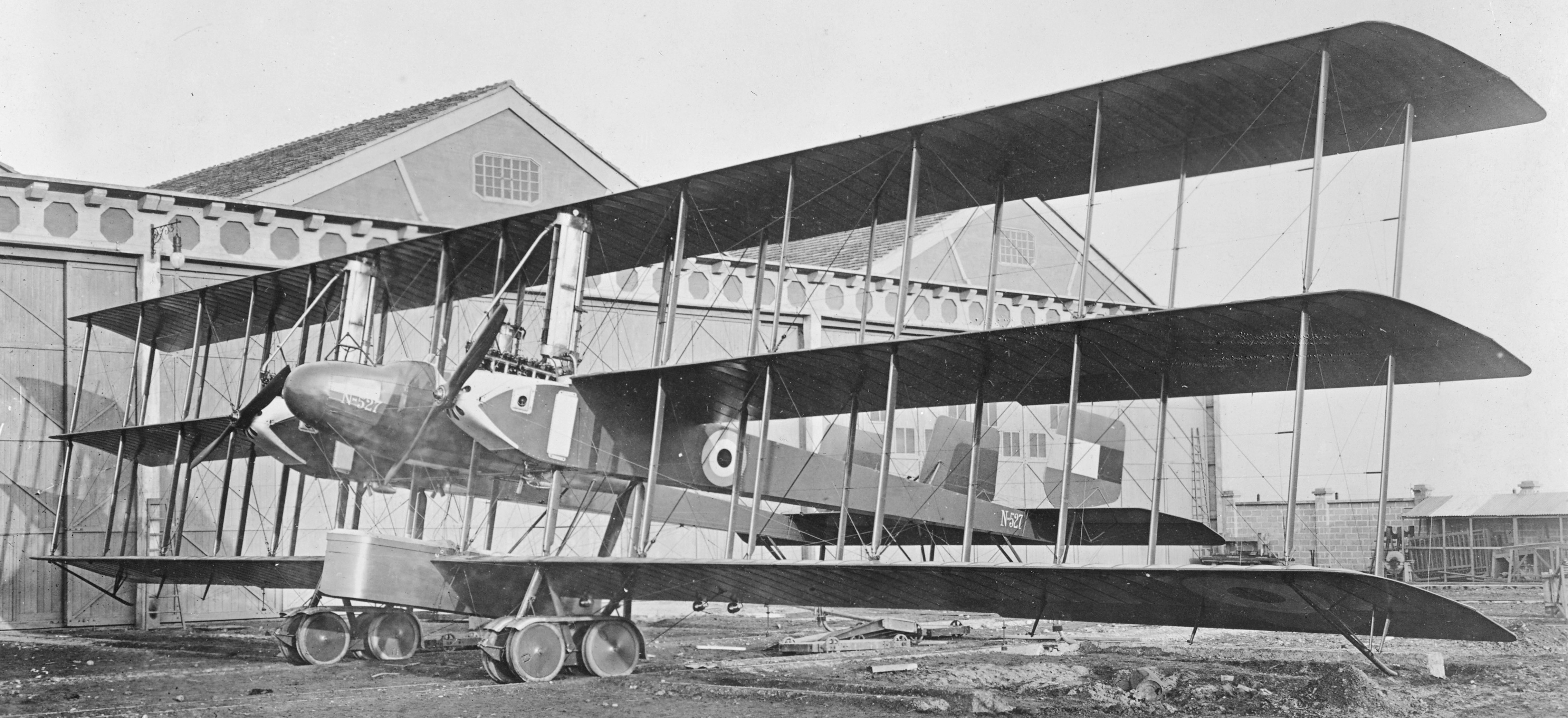
Un Caproni Ca.42 du RNAS - On aperçoit l'hélice du moteur arrière entre les poutres.

## Variantes
D'autres variantes furent les Ca.51 (moteurs Fiat A-14 de 700 ch) et Ca.52 qui étaient dotés tous les deux d'un plan arrière biplan comprenant un poste défensif doté d'une mitrailleuse. Le Ca.52 était destiné au R.N.A.S., mais il ne fut jamais livré. 
Un autre modèle fut le bimoteur Ca.43 construit en un seul prototype. C'était un hydravion propulsé par des moteurs Liberty de 400 ch, doté de deux flotteurs et conçu pour emporter deux torpilles. Une série de Ca.43 fut envisagée, mais finalement, elle ne fut pas mise en production. 
Cette série de machines fut suivie du modèle Ca.5.